# Дністрян Степан Семенович
Степан Семенович Дністрян (нар. 1 квітня 1948, с. Лімна, Україна) — український санітарний лікар.

## Життєпис
Степан Дністрян народився в селі Лімна Турківського району Львівської области України.
Закінчив Львівський медичний інститут.
Працював:
- рядовим лікарем, керівником санепідстанції Бучацького району (?—1987),
- головним лікарем Тернопільської міської дезінфекційної станції (1987—1992),
- головним державним санітарним лікарем м. Тернополя (1992—1998),
- головним державним санітарним лікарем Тернопільської области (1998—2012),
- директором Державної установи «Тернопільський обласний лабораторний центр Держсанепідслужби України» (2013—2016),
- директором Державної установи «Тернопільський обласний лабораторний центр Міністерства охорони здоров’я України» (2016—2019).

Перебуваючи на останній посаді:
- область стала однією із найстабільніших в епідемічному відношенні, а показники захворюваності в декілька разів нижчі, ніж в цілому по Україні;
- створив лабораторію по контролю за використанням генетично модифікованих організмів[3].

Голова обласного товариства «Бойківщина».

## Доробок
У 2013 році видав книгу «Я починаюсь з отчої землі».

### Публікації

#### Наукові видання
- Дністрян, С. Санітарно-епідеміологічна служба Тернопільщини на сторожі охорони здоров'я населення і довкілля / С. Дністрян // Довкілля і здоров"я : матеріали всеукр. наук. — практ. конференції, 24-25 квіт. 2008 р. / ТДМУ. — Т. : Укрмедкнига, 2008. — С. 27-30
- Дністрян, С. Проблеми очистки стічних вод в Тернопільській області [Текст] / С. С. Дністрян [та ін.] // Довкілля і здоров'я : матеріали Всеукр. наук.-практ. конференції, 22 квіт. 2011 р. / М-во охорони здоров‘я України. — Т. : Укрмедкнига, 2011. — С. 25
- Дністрян, С. Охорона довкілля і здоров'я населення в сфері реформування державної санітарно-епідеміологічної служби Тернопільської області [Текст] / С. С. Дністрян, Л. А. Безрука, Н. П. Марків-Буковська // Довкілля і здоров'я : матеріали наук.-практ. конференції, 27-28 квіт. 2012 р. / М-во охорони здоров‘я України. — Т. : Укрмедкнига, 2012. — С. 113-114

#### ЗМІ
- Дністрян, С. Бойківські фестини «З чистих джерел »[Текст] / С. Дністрян // Вільне життя. — 2007. — 4 серп. — С. 3 : фотогр
- Дністрян, С. Щасливий той, хто залишився в Слові [Текст] : встановлення в Тернополі мемор. дошки Я.Сачку] / С. Дністрян // Вільне життя. — 2008. — 10 груд. — С. 5. — (Спомин)
- Дністрян, С. Бойківському товариству — десять років! [Текст] : [терноп. обл. т-во «Бойківщина»] / С. Дністрян // Вільне життя плюс. — 2013. — № 51 (5 лип.). — С. 1 : фотогр. кол. — (Відсвяткували)
- Дністрян, С. Крізь призму минувшини до сучасності [Текст] : [участь терноп. обл. т-ва «Бойківщина» у VI Всесвітніх бойківських фестинах] / С. Дністрян // Вільне життя плюс. — 2017. — № 65 (18 серп.). — С. 8 : фот. — (Фестивалі)

## Нагороди та відзнаки
- 21 січня 2020 року указом Президента України №18/2020, — за значний особистий внесок у державне будівництво, соціально-економічний, науково-технічний, культурно-освітній розвиток Української держави, вагомі трудові досягнення, багаторічну сумлінну працю, — нагороджений званням «Заслужений працівник охорони здоров'я України»[6],
- відзнака «Відмінник охорони здоров’я»,
- переможець в номінації «Персона року №1» — за значний внесок в розвиток Тернопільської области (2011)[3],
- лауреат Всеукраїнського конкурсу «Служіння заради народу» (2008),
- диплом комітету Верховної Ради України з питань охорони здоров’я та Академії медичних наук України «За значний особистий внесок у розвиток медицини в Україні»,
- Кращий керівник санепідслужби України (2008) — визнаний Асоціацією працівників санітарно-епідеміологічної служби України,
- Подяка Президента України (1999),
- грамоти та подяки Тернопільської обласної державної адміністрації (2006, 2008, 2009, 2018) та обласної ради (2007, 2012), Міністерства охорони здоров’я України (2004, 2007, 2013).